# Nothing Breaks like a Heart
Nothing Breaks like a Heart è un singolo del produttore britannico Mark Ronson in collaborazione con la cantante statunitense Miley Cyrus, pubblicato il 29 novembre 2018 come primo estratto dal quinto album in studio Late Night Feelings.

## Pubblicazione
Ronson e Cyrus hanno scritto la canzone a maggio 2018, quando sui social media avevano detto di star lavorando nello studio insieme. A giugno, Ronson ha rivelato che la canzone sarebbe uscita presto. Il titolo della canzone è stato confermato sul sito della BBC, tra gli artisti che si sarebbero esibiti al Graham Norton Show. L'annuncio ufficiale è arrivato da parte di Ronson il 25 novembre tramite i social media. Il giorno seguente anche Cyrus ha annunciato il singolo sui social media, ponendo fine al suo hiatus di quattro mesi.

## Descrizione
Il brano è stato scritto dai due interpreti in collaborazione con Ilsey Juber, Clement Picard, Maxime Picard, Conor Szymanski e Thomas Brenneck, ed è stato prodotto da Ronson con i fratelli Picard e Jamie xx. È composto in chiave di Sol minore ed ha un tempo di 114 battiti per minuto.

## Promozione
Ronson e Cyrus sono stati ospiti alla puntata del 7 dicembre 2018 del Graham Norton Show, dove hanno eseguito Nothing Breaks Like a Heart dal vivo, al Live Lounge il successivo 13 dicembre e ancora il 15 dicembre al Saturday Night Live. Il 28 gennaio 2019, il duo si è esibito al The Ellen DeGeneres Show.

## Video musicale
Il video musicale è stato girato ad ottobre 2018 sul Nuovo Ponte Darnytskyi a Kiev in Ucraina e pubblicato quando la canzone è stata messa in commercio.

## Tracce
Download digitale
1. Nothing Breaks like a Heart (feat. Miley Cyrus) – 3:37

## Successo commerciale
Nothing Breaks like a Heart ha debuttato alla 67ª posizione della Billboard Hot 100 statunitense, diventando la quarantaseiesima canzone nella classifica per Cyrus e la terza per Ronson. Si è poi spinto fino alla 43ª posizione. Nel Regno Unito ha esordito alla 10ª posizione della Official Singles Chart britannica, la quinta top ten di Cyrus e la sesta di Ronson, per poi raggiungere la 2ª nel gennaio 2019.
In Italia è stato l'8º singolo più trasmesso dalle radio nel 2019.

## Classifiche

### Classifiche settimanali
| Classifica (2018-19)  | Posizione massima |
| --------------------- | ----------------- |
| Australia             | 6                 |
| Austria               | 24                |
| Belgio (Fiandre)      | 2                 |
| Belgio (Vallonia)     | 3                 |
| Bulgaria              | 10                |
| Canada                | 19                |
| Croazia               | 1                 |
| Danimarca             | 12                |
| Estonia               | 15                |
| Finlandia             | 10                |
| Francia               | 29                |
| Germania              | 16                |
| Grecia                | 7                 |
| Irlanda               | 2                 |
| Islanda               | 3                 |
| Italia                | 33                |
| Lettonia              | 12                |
| Libano                | 3                 |
| Lituania              | 6                 |
| Lussemburgo           | 2                 |
| Norvegia              | 19                |
| Nuova Zelanda         | 11                |
| Paesi Bassi           | 22                |
| Polonia               | 2                 |
| Portogallo            | 26                |
| Regno Unito           | 2                 |
| Repubblica Ceca       | 13                |
| Repubblica Dominicana | 49                |
| Romania               | 4                 |
| Slovacchia            | 4                 |
| Slovenia              | 1                 |
| Spagna                | 49                |
| Stati Uniti           | 43                |
| Svezia                | 16                |
| Svizzera              | 20                |
| Ucraina               | 76                |
| Ungheria              | 4                 |

### Classifiche di fine anno
| Classifica (2019) | Posizione |
| ----------------- | --------- |
| Australia         | 41        |
| Belgio (Fiandre)  | 15        |
| Belgio (Vallonia) | 18        |
| Canada            | 61        |
| Danimarca         | 70        |
| Francia           | 75        |
| Germania          | 63        |
| Irlanda           | 35        |
| Islanda           | 40        |
| Paesi Bassi       | 97        |
| Polonia           | 6         |
| Portogallo        | 114       |
| Regno Unito       | 28        |
| Romania           | 19        |
| Slovenia          | 2         |
| Svizzera          | 41        |
| Ungheria          | 65        |